# تاپان (آذربایجان)
تاپان (به لاتین: Tapan) منطقه‌ای مسکونی در جمهوری آذربایجان است که در شهرستان داش‌کسن واقع شده‌است. تاپان ۷۵۸ نفر جمعیت دارد.